# Бела-Паланка
Бела-Паланка (серб. Бела Паланка) — населённый пункт городского типа в Сербии, в общине Бела-Паланка, в Пиротском округе. По переписи населения Сербии 2002 года в городе проживали 8626 жителей (по переписи населения 1991 года — 8347 жителей).
Через город протекает река Нишава.

## История
Люди жили в этих местах с античных времён. Во времена Древнего Рима здесь была построена дорога Via Militaris, на которой возник город Ремезиана (лат. Remesiana). В IV веке местным епископом был святой Никита Ремесианский, который впоследствии стал одним из небесных покровителей Румынии.